# Aartsbisdom Guayaquil
Het aartsbisdom Guayaquil (Latijn: Archidioecesis Guayaquilensis) is een rooms-katholiek aartsbisdom met als zetel Guayaquil, in Ecuador. De aartsbisschop van Guayaquil is metropoliet van de kerkprovincie Guayaquil, waartoe ook de volgende suffragane bisdommen behoren:
- Babahoyo
- Daule
- San Jacinto
- Santa Elena

## Geschiedenis
Het aartsbisdom werd opgericht op 29 januari 1838, als het bisdom Guayaquil, uit delen van het bisdom Quito, en was suffragaan aan het aartsbisdom Lima. Op 13 januari 1848 wisselde het van kerkprovincie en werd het suffragaan aan het nieuw verheven aartsbisdom Quito. Op 22 januari 1956 werd het verheven tot metropolitaan aartsbisdom. 
Het verloor meermaals gebied bij de oprichting van het bisdom Portoviejo (1870), het apostolisch vicariaat Los Ríos (1948), de apostolische prefectuur Galápagos (1950), de territoriale prelatuur El Oro (1954), en de bisdommen San Jacinto de Yaguachi (2009), Santa Elena (2022), en Daule (2022). 

## Parochies
Het aartsbisdom had in 2022 een oppervlakte van 2.292 km2 en telde 2.630.000 inwoners waarvan 84,9% rooms-katholiek was.

## Ordinarii

### Bisschoppen
- Francisco Xavier de Garaycoa Llaguno (15 februari 1838 - 5 september 1851)
- Tomás Aguirre (22 juli 1861 - 14 mei 1868)
  - Luis Tola y Avilés (hulpbisschop: 1 oktober 1863 - 6 maart 1871)
- José María Lizarzabaru y Borja (22 november 1869 - 17 oktober 1877)
- Roberto Maria del Pozo y Martin (13 november 1884 - 3 mei 1912)
  - Isidoro Barriga (apostolisch administrator: 26 juni 1890 - 1894; titulair bisschop)
- Juan María Riera (19 januari 1912 - 20 november 1915)
- Andrés Machado (28 april 1916 - 22 januari 1926)
- Carlos María Javier de la Torre (20 december 1926 - 8 september 1933; kardinaal in 1953)
- José Félix Heredia Zurita (16 december 1937 - 2 augustus 1954)
  - Silvio Luis Haro Alvear (hulpbisschop: 17 juli 1950 - 23 maart 1955)

### Aartsbisschoppen
- Cesar Antonio Mosquera Corral (11 oktober 1954 - 11 maart 1969)
  - José Gabriel Diaz Cueva (hulpbisschop: 13 januari 1964 - 1967, 7 mei 1986 - 18 december 1999)
  - Vicente Rodrigo Cisneros Durán (hulpbisschop: 1 december 1967 - 4 juli 1969)
  - Ernesto Alvarez Alvarez (hulpbisschop: 1 december 1967 - 1 mei 1970; hulpbisschop en aartsbisschop op persoonlijke titel: 21 juli 1980 - 31 oktober 1984)
- Bernardino Carlos Guillermo Honorato Echeverría Ruiz (10 april 1969 - 7 december 1989)
  - Raúl Eduardo Vela Chiriboga (hulpbisschop: 20 april 1972 - 29 april 1975; kardinaal in 2010)
  - Hugolino Felix Cerasuolo Stacey (hulpbisschop: 30 mei 1975 - 2 mei 1985)
  - Luis Enrique Orellana Ricaurte (hulpbisschop: 26 januari 1978 - 1986)
- Juan Ignacio Larrea Holguín (7 december 1989 - 7 mei 2003; coadjutor sinds 25 maart 1988)
  - Olindo Natale Spagnolo Martellozzo (hulpbisschop: 2 februari 1990 - 3 maart 2001)
  - Victor Manuel Maldonado Barreno (hulpbisschop: 2 februari 1990 - 4 oktober 2003)
- Antonio Arregui Yarza (7 mei 2003 - 24 september 2015)
  - Aníbal Nieto Guerra (hulpbisschop: 10 juni 2006 - 4 november 2009)
  - Marcos Aurelio Pérez Caicedo (hulpbisschop: 10 juni 2006 - 10 februari 2012)
  - Valter Dario Maggi (hulpbisschop: 19 februari 2008 - 25 maart 2011)
  - Guido Iván Minda Chalá (hulpbisschop: 4 november 2009 - 2 februari 2022)
  - Bertram Víctor Wick Enzler (hulpbisschop: 26 oktober 2013 - 24 maart 2015)
  - Giovanni Battista Piccioli (hulpbisschop: 26 oktober 2013 - 2 februari 2022)
- Luis Gerardo Cabrera Herrera (24 september 2015 - heden)
  - Antonio Crameri (hulpbisschop: 20 december 2019 - 5 juli 2021)
  - Gerardo Miguel Nieves Loja (hulpbisschop: 23 oktober 2021 - heden)
  - Gustavo Adolfo Rosales Escobar (hulpbisschop: 3 juni 2022 - heden)

## Galerij van afbeeldingen

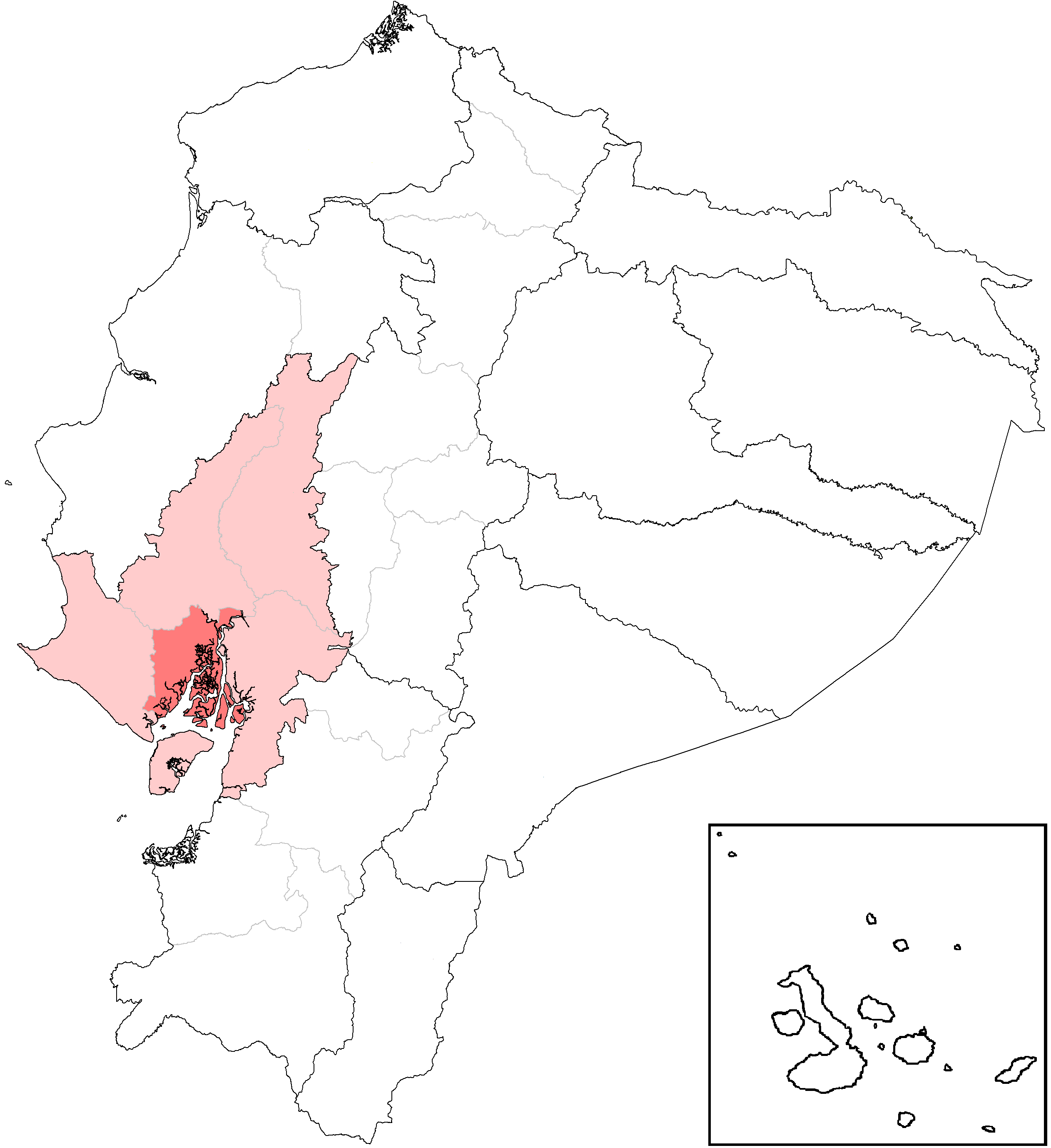
Aartsbisdom en kerkprovincie op een kaart van Ecuador
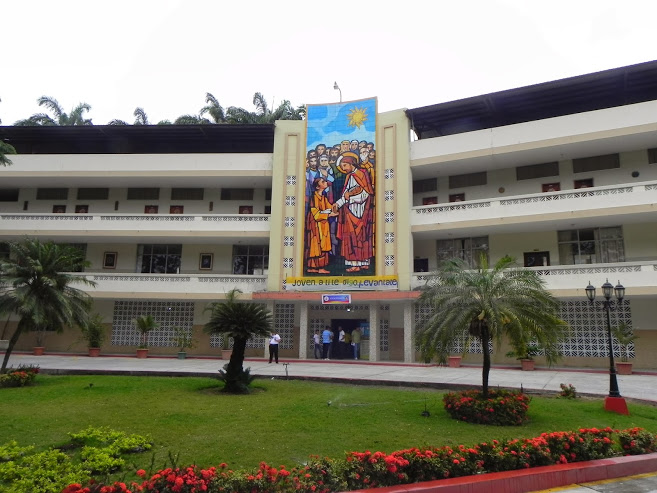
Grootseminarie Francisco Xavier de Garaycoa
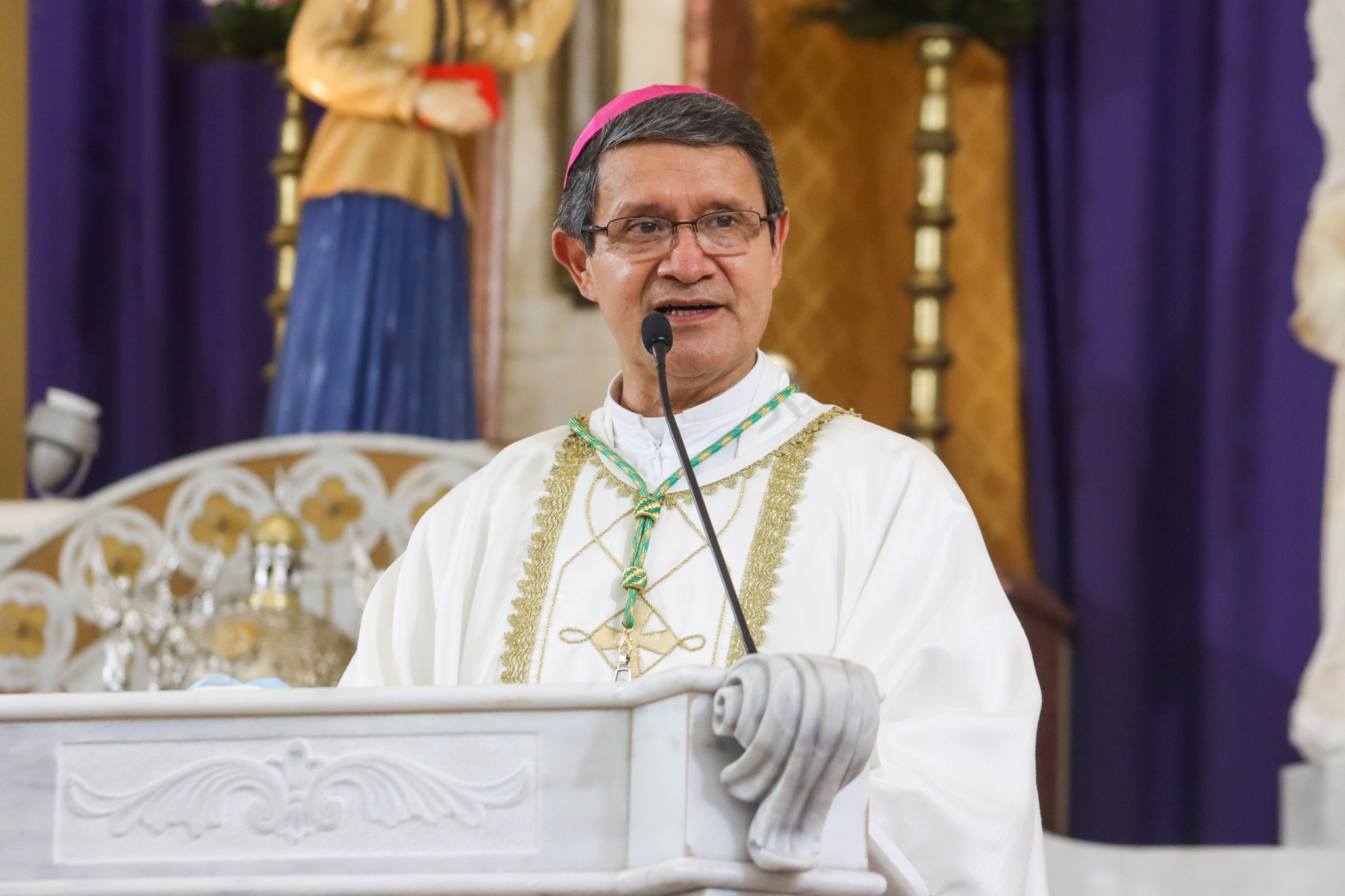
Aartsbisschop Luis Gerardo Cabrera Herrera (2015-heden)
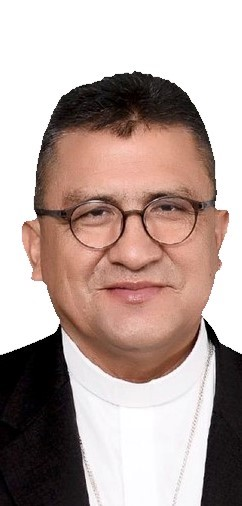
Hulpbisschop Gerardo Miguel Nieves Loja (2021-heden)
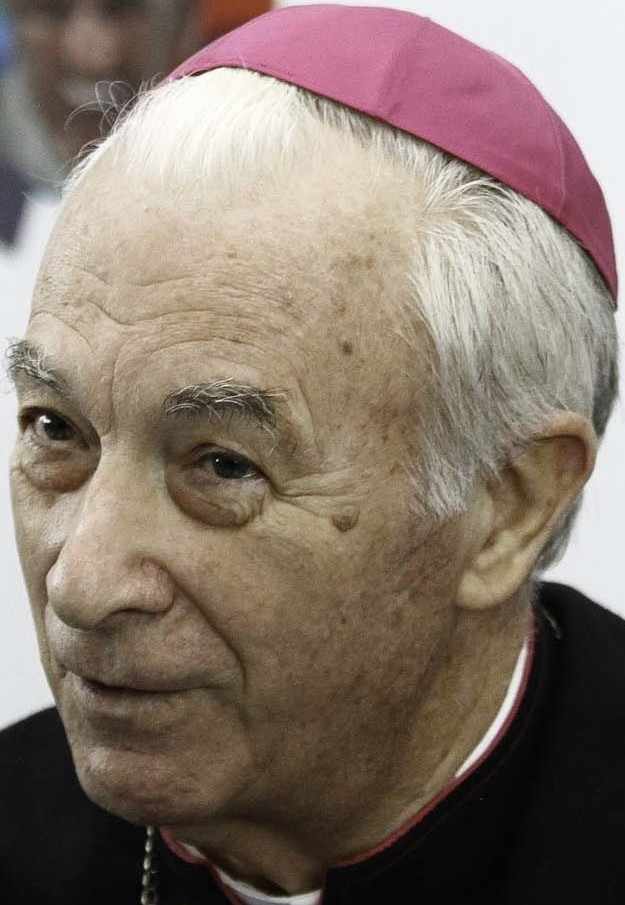
Aartsbisschop Antonio Arregui Yarza (2003-2015)
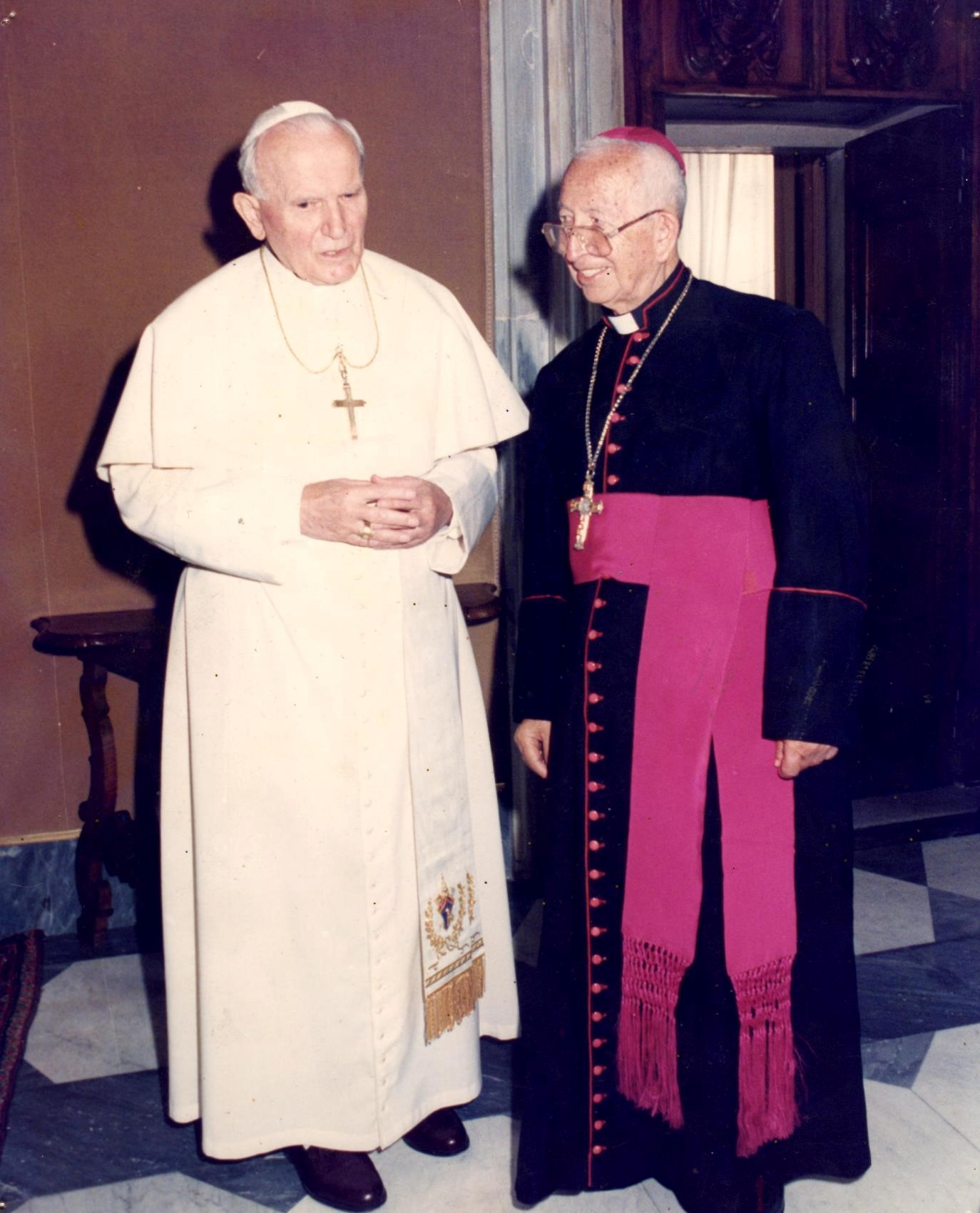
Aartsbisschop Bernardino Echeverría Ruiz (1969-1989) met paus Johannes Paulus II
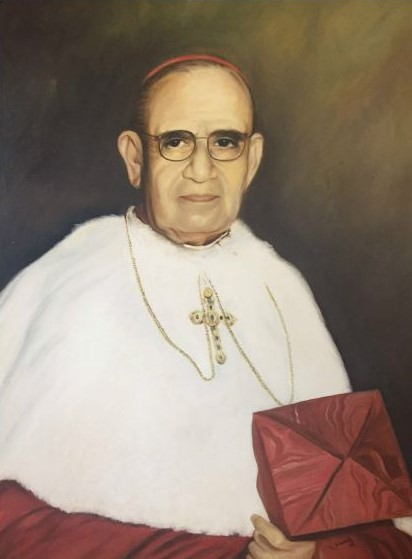
Bisschop Carlos María de la Torre (1926-1933), kardinaal gecreëerd in 1953

Guayaquil (aartsbisdom) · Babahoyo · Daule · San Jacinto · Santa Elena